# Diócesis de Louth
La diócesis de Louth o de Lugmad (en latín: Dioecesis Lugmadensis y en inglés: Diocese of Louth) fue una circunscripción eclesiástica de la Iglesia católica en Irlanda. Se trataba de una diócesis latina, sufragánea de la arquidiócesis de Armagh. Fue suprimida circa 1192 al ser trasladada como diócesis de Clogher y restaurada como diócesis titular en 1969 con el nombre de Louth o Lugmad. Desde el 7 de mayo de 2019 su obispo titular es Michael Router.

## Territorio y organización

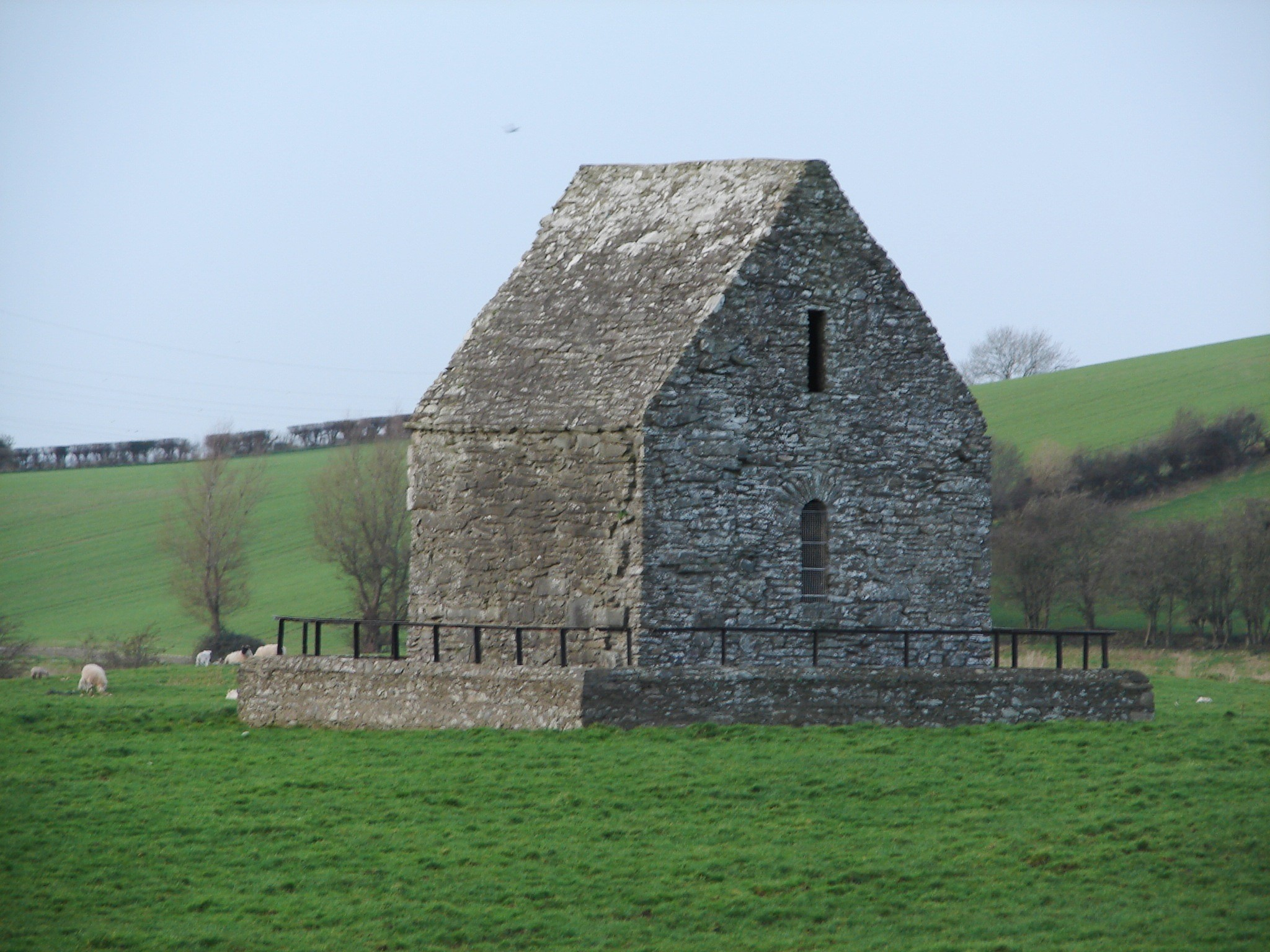
Casa de san Mochta, del

La diócesis extendía su jurisdicción sobre los fieles católicos de rito latino residentes en el área del condado de Louth.
La sede de la diócesis se encontraba en el monasterio de Santa María, en el pueblo de Louth, del cual no quedan ruinas. En su lugar se halla la casa de san Mochta, construida en el XIIIs.

## Historia
La sede monástica de Louth fue erigida en 528 por san Mochta, un monje de Britania, que precedió a san Patricio, quien quería fundar una iglesia en el mismo lugar.
En un período no especificado, que se cree que fue alrededor del siglo XI, la abadía nullius fue suprimida y unida a la diócesis de Clogher ya que no figura en el Sínodo de Ráth Breasail en 1111. 
En 1132 o 1140 el obispo Edan O'Kelly transfirió la sede desde Clogher a Louth, el territorio se amplió a expensas de la arquidiócesis de Armagh y figura entre las diócesis del Sínodo de Kells en 1152 como diócesis de Louth sufragánea de Armagh. Tras la muerte del obispo Christian O'Macturan la sede regresó a Clogher circa 1192 y continuó como diócesis de Clogher.

### Diócesis titular
Desde 1969 Louth figura entre las sedes episcopales titulares de la Iglesia católica como diócesis de Louth o de Lugmad. Desde el 7 de mayo de 2019 su obispo titular es Michael Router, obispo auxiliar de la arquidiócesis de Armagh.

## Episcopologio

### Abades mitrados
- san Mochta o Mochtalugh † (528-19 de agosto de 534 falleció)
- Eocha MacTuathail † (?-820 falleció)
- Cuana † (?-823 falleció)
- Fionan † (?-860 falleció)
- Coencomragh † (?-871 falleció)
- Crunmaol † (?-878 falleció)
- Meolpatrick MacBroin † (?-936 falleció)
- Finnachta MacEctigern † (?-948 falleció)
- Moelmochteus † (?-1044 falleció)

### Obispos de Louth
- Edan O'Kelly (Áed Ua Cáellaide) † (1140 transfirió la sede desde Clogher-mayo de 1178 renunció)
- Maelisu O'Carroll (Mael Ísu Ua Cerbaill) † (1178-1184 nombrado arzobispo de Armagh)
- Christian O'Macturan (Gilla Críst Ua Mucaráin) † (1184-1191 falleció)

### Obispos titulares
- Michael O'Reilly † (22 de diciembre de 1969-28 de noviembre de 1970 renunció)
- Thomas Joseph Winning † (22 de octubre de 1971-23 de abril de 1974 nombrado arzobispo de Glasgow)
- John Joseph Gerry † (5 de junio de 1975-13 de diciembre de 2017 falleció)
- Michael Router, desde el 7 de mayo de 2019